# Ada Sari

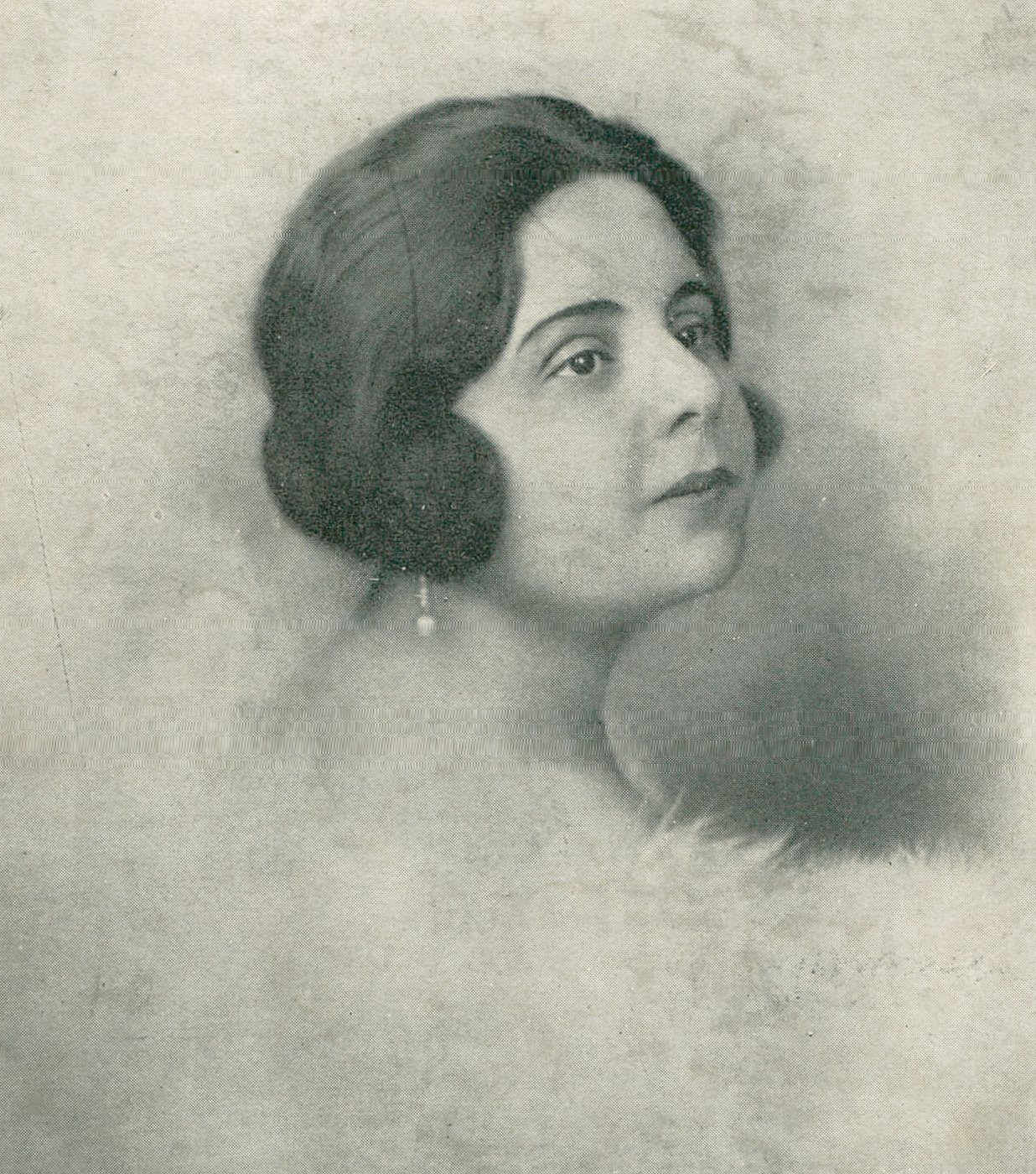
Ada Sari (1909)

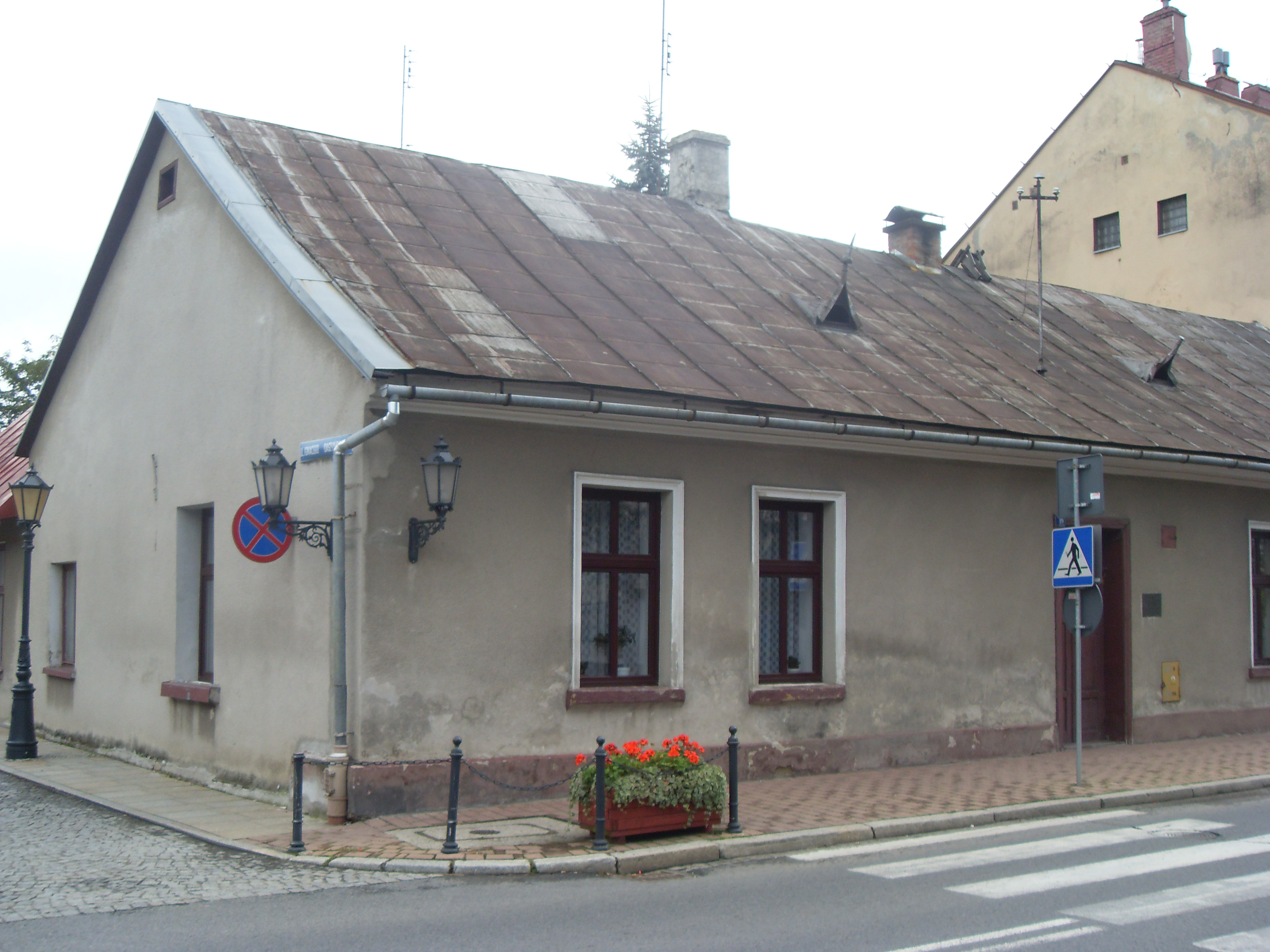
Das Haus Ada Saris in Stary Sącz

Ada Sari, eigentlich Jadwiga Schayer, auch Jadwiga Szayer (* 29. Juni 1886 in Wadowice, Galizien; † 12. Juli 1968 in Ciechocinek, Polen), war eine polnische Opernsängerin (Sopran).

## Leben
Ada Sari studierte am Musikinstitut Warschau (heute Fryderyk-Chopin-Universität für Musik), und nachdem sie 1909 in Rom einen glanzvollen Debütauftritt hatte, trat die Sopranistin zu Beginn des 20. Jahrhunderts ihre Karriere an den bedeutendsten Opernhäusern der Welt an. Sie war u. a. an der Mailänder Scala engagiert.
Zu ihrem Repertoire gehörten Richard Wagner, Giuseppe Verdi und Charles Gounod.
Zwischen 1929 und 1965 hielt sie sich regelmäßig in Marienbad auf.
Ihr zu Ehren findet in Nowy Sącz der Internationale Ada-Sari-Wettbewerb der Vokalkunst statt.